# Chiesa della Santissima Vergine di Pompei
La chiesa della Santissima Vergine di Pompei è un edificio religioso situato a Viddalba, centro abitato della Sardegna settentrionale. Consacrata al culto cattolico è sede dell'omonima parrocchia e fa parte della diocesi di Tempio-Ampurias.